# Kallós Lajos
Kallós Lajos (Borzova, (ma: Szlovákia), 1819. május 15. – Debrecen, 1882. szeptember 2. (egyes források szerint 1881. szeptember 2.)) jogtudós, jogi író, az MTA levelező tagja.

## Életpályája
A nemesi származású Kallós Lajos, tanulmányait a Sárospataki Református Kollégiumban végezte, 1842-ben gróf Károlyi uradalmi ügyészségnél volt gyakorlaton, majd Pestre költözött és 1843-ban letette az ügyvédi, 1844-ben pedig a váltóügyvédi vizsgát. Gyakornoki tevékenysége után Pesten folytatta jogi pályafutását, ahol a királyi tábla helyettes jegyzőjeként dolgozott három éven át Balassa Lajos mellett. Jogi írói pályája 1846-ban kezdődött, amikor kiadta az Alapelvek a magyar polgári jogban című jogtani kézikönyvét, amelyet István nádornak ajánlott. Ezt 1848-ban követte másik műve: Néhány lap az élet jogirataiból, amelyet 1862-ben Debrecenben új cím alatt adott ki: Magyarországi főtörvényszéki ítéletek gyűjteménye.
1861-ben a sárospataki főiskola jogi tanszékére hívták meg, s ott hirdette két éven át a magyar jog elveit. Ugyanakkor 1852-ben kiadta az Osztrák polgári jog elveit is. 1853-ban a Debreceni Református Kollégium jogtanára lett, ahol újra kiadta (bővebb átdolgozásban) A magyar polgári jog alapelveit. A debreceni kollégiumban Kallós, és további három jogászprofesszor idején az 1853–54-es tanévben a kultuszminiszter nyilvános jogakadémiának nyilvánította a kollégium önálló jogakadémiáját. Kallós haláláig, 1881-ig töltötte be professzori tisztségét a kollégiumban. Népszerűségére jellemző, hogy a diákok emlékünnepséget rendeztek halálakor. Tudományos érdemei felkeltették a Magyar Tudományos Akadémia figyelmét és 1863. január 13-án, Lonovics József érsek ajánlatára (akivel Kallós folyamatos levelezésben állott), levelező taggá választották. Székfoglalója a törvények tiszteletéről szólt.Többször is felszólalt a magyar protestáns autonómiáért, valamint a debreceni jogakadémia érdekében. Cikkei megjelentek a Pesti Hírlapban és a debreceni Protestáns Egyház Könyvtárában, 1857-1860 között, később jogi szaklapokban is publikált.
1882. szeptember 2-án hunyt el Debrecenben.

## Főbb művei
- Alapelvek a magyar polgári jogban (1846);
- Néhány lap az élet jogirataiból: a magyarországi főtörvényszék alapján, tekintettel a "jelen idő" viszonyaira. [Pest]: Nyomtatott Eisenfels R.-nál, 1848. 467, [4] p.
- Osztrák polgári jog elvei. Pest: Emich és Eisenfels, 1852. 393, [5] p.
- A magyar polgári jog alapelvei (1853).
- Magyarországi főtörvényszék itéleteinek gyüjteménye a mostani időig (Debrecen, 1862) Online
- A magyar polgári jog alapelvei, vagy, A magyarhoni polgári jogtudomány alapjait képező elvek és szabályok értelmezése és világosítása. Debreczen: Telegdi K. Lajos, 1865. IV, 994 p.

### Kéziratban
- Egyetemes európai jogtörténet
- Kamatkérdés